# Attack Decay Sustain Release
| Recensione           | Giudizio |
| -------------------- | -------- |
| AllMusic             | [ 1 ]    |
| Alternative Press    | [ 2 ]    |
| The A.V. Club        | B−       |
| The Boston Phoenix   | [ 4 ]    |
| Entertainment Weekly | B        |
| The Guardian         | [ 6 ]    |
| MusicOMH             | [ 7 ]    |
| NME                  | 8/10     |
| Pitchfork            | 8.4/10   |
| Spin                 | [ 10 ]   |

Attack Decay Sustain Release è l'album di debutto del gruppo musicale britannico Simian Mobile Disco pubblicato nel 2007.

## Tracce
Testi e musiche di James Ford, James Shaw.
1. Sleep Deprivation – 4:59
2. I Got This Down – 4:09
3. It's The Beat – 3:22
4. Hustler – 3:42
5. Tits & Acid – 4:03
6. I Believe – 3:18
7. Hotdog – 3:16
8. Wooden – 3:50
9. Love – 3:02
10. Scott – 3:12